# Jacob Sturm
Jacob (Jakob) Sturm (n. 21 martie 1771, Nürnberg – d. 28 noiembrie 1848 Nürnberg) a fost un om de știință, (botanist, briolog, entomolog, micolog) și în special gravor de cupru renumit german. Abrevierea numelui său în cărți științifice este  Sturm.

## Familie

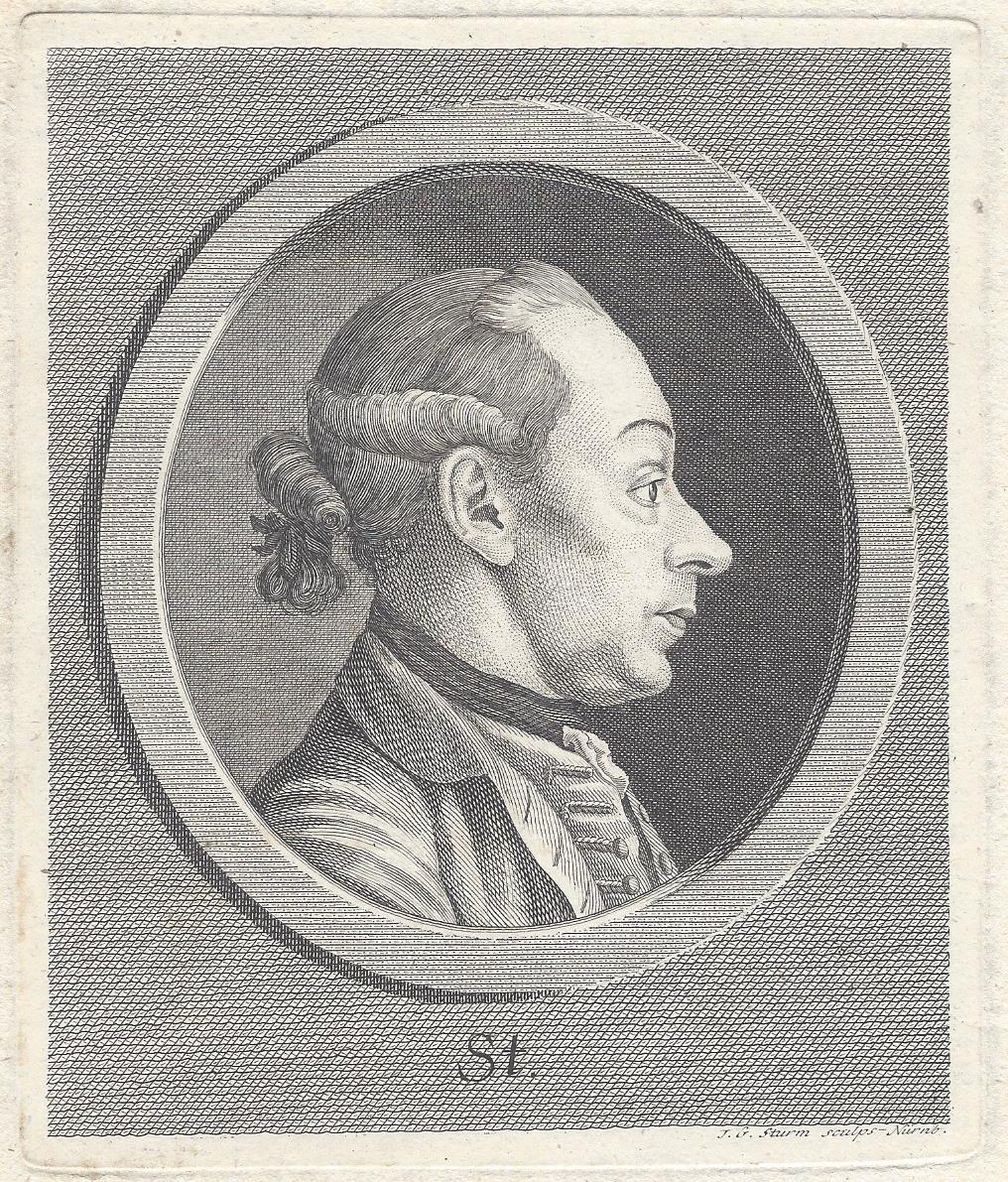
J. G. Sturm

Jacob a fost singurului fiu al gravorului de cupru Johann Georg Sturm (n. 9 martie 1742, Wöhrd – d. 9 aprilie 1793, Nürnberg) și al soției sale (10 iulie 1770) Ursula Barbara, fiica ceasornicarului Chrisoph Achatius Landeck. A avut 3 surori care au murit înaintea lui.
Pe 13 iulie 1794, Jacob s-a căsătorit cu Christiana Albertina Wilhelmina Wagner (d. 1832), fiica notarului și grefierului din Wöhrd (astăzi districtul 9 al orașului Nürnberg). Din cei șapte copii, cinci, un fiu și patru fiice, au murit scurt timp după naștere. Cei doi fii care i-au rămas, Johann Heinrich Christian Friedrich Sturm (n. 6 februarie 1805, Nürnberg – d. 25 ianuarie 1862, Nürnberg), gravor de cupru și ornitolog precum Johann Wilhelm Sturm (n.  19 iulie 1808 Nürnberg – d. 7 ianuarie 1865, Nürnberg), botanist, ornitolog și gravor de cupru (abrevierea numelui său în cărți științifice: J.W.Sturm), au devenit mândria și bucuria sa. L-au asistat și ajutat mult la lucrările lui târzie.

## Biografie

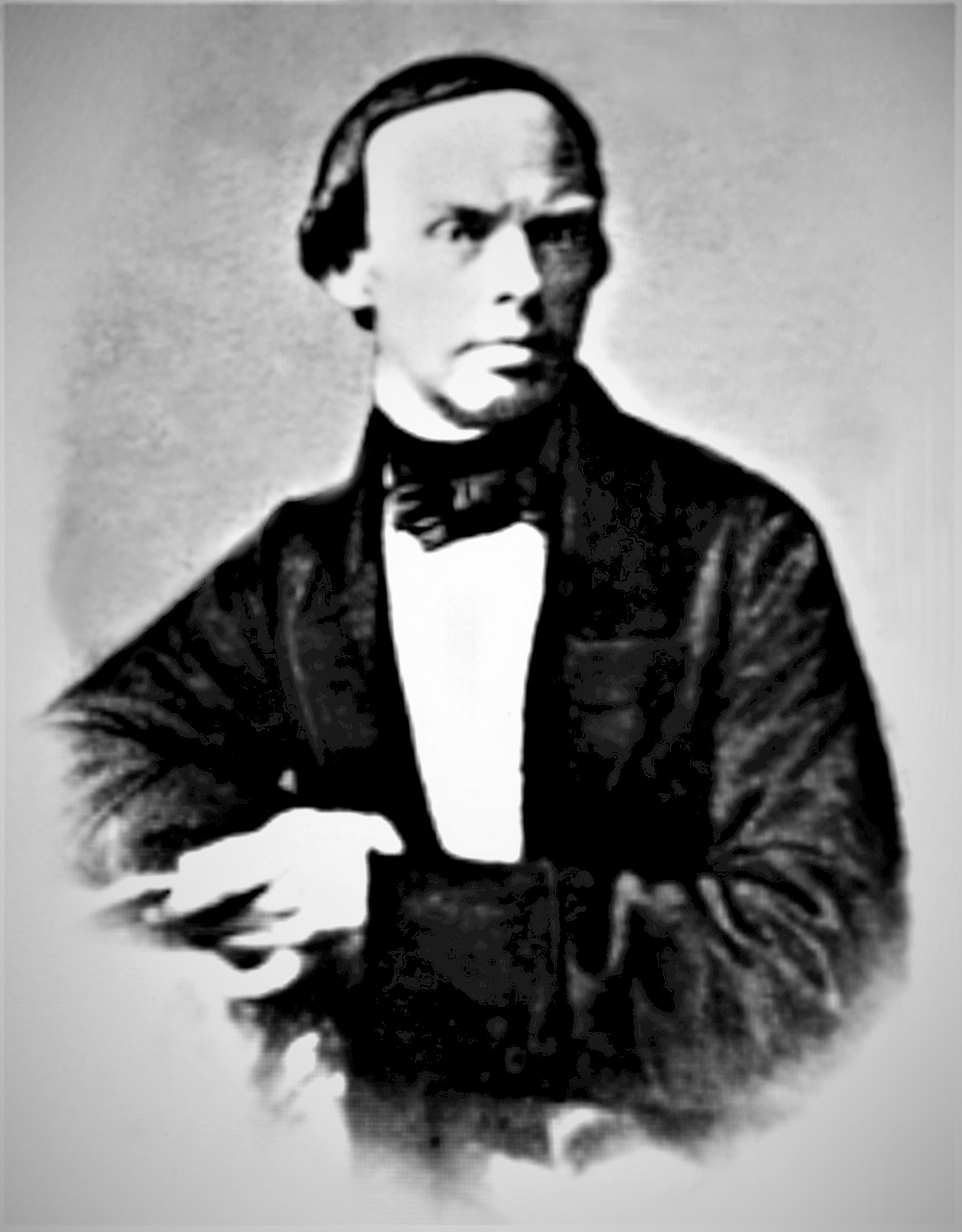
Fiul Johann Wilhelm Sturm

Tatăl lui Jacob Sturm l-a educat deja din copilărie în arta gravurii de cupru în domeniul figurativ. Dar interesul lui a fost de mic cel pentru istoria naturală. În puținul timp liber între școală și cerințele părintelui s-a dedicat acestei materii. În 1787, după ce tatăl său se îmbolnăvise grav, fiul a fost însărcinat cu prezentarea unei lucrări contractuale a lui Johann Georg ( o placă cu insecte pentru o carte a renumitului savant Peter Simon Pallas) față de examinatorul responsabil, medicul și naturalistul Johann Christian von Schreber (1739- 1810). Dar palca nu a plăcut deloc, de acea, Schreber i-a dat ordinul să-și lasă arătate insectele în cauză în natură, pentru a le desena și grava în continuare, de către renumitul botanist, entomolog și medic Georg Wolfgang Franz Panzer (1755-1829), pe atunci în vizită la Nürnberg. Încântați de rezultatele prezentate de acest băiat de numai 16 ani și recunoscând marele său talent, cei doi oameni de știință au hotărât să-l sprijine, întărească și promoveze în viitor.
În 1791, încurajat de cei doi binefăcători ai lui, a publicat un set de 100 de gravuri de insecte, încă fără text explicativ, numit Insekten-Cabinet nach der Natur gezeichnet und gestochen ("Cabinet de insecte desenate și gravate după natură"). Fiecare imagine a măsurat doar 9x12 cm, fiind tipărită în alb-negru și apoi colorată individual cu mâna.
Această lucrare publicată fără text, l-a inspirat pe Georg Wolfgang Franz Panzer să elaboreze o lucrare similară, dar mai mare. Începută în 1793 și provenind în 109 de părți în următorii 16 ani. Faunae Insectorum Germanicae Initia („Elemente ale faunei germane de insecte”) conține descrierile textuale scurte ale lui Panzer și peste de 2600 gravuri de insecte individuale ale lui Sturm, colorate manual, fiecare măsurând 11x15 cm.

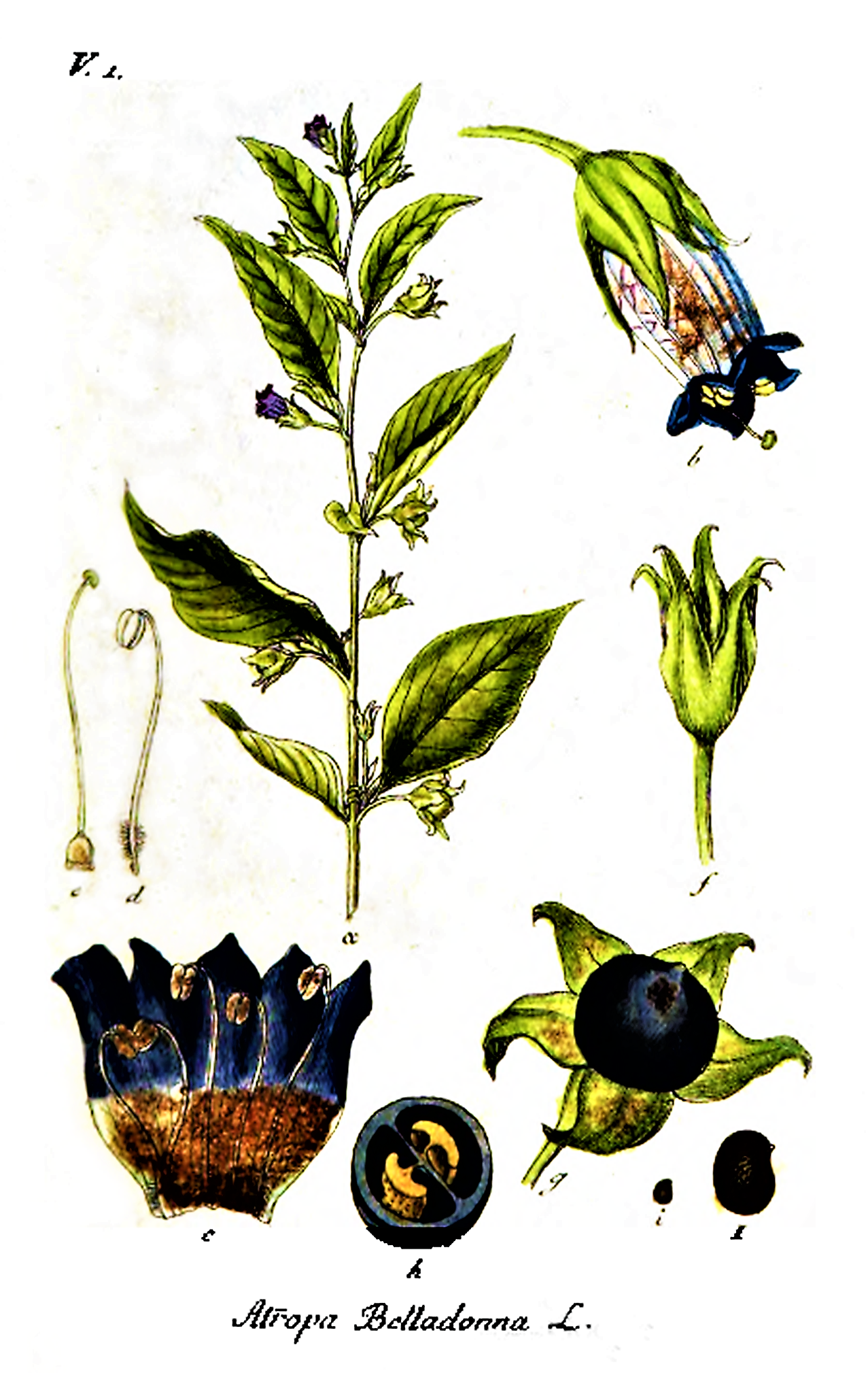
Sturm: Atropa Belladonna

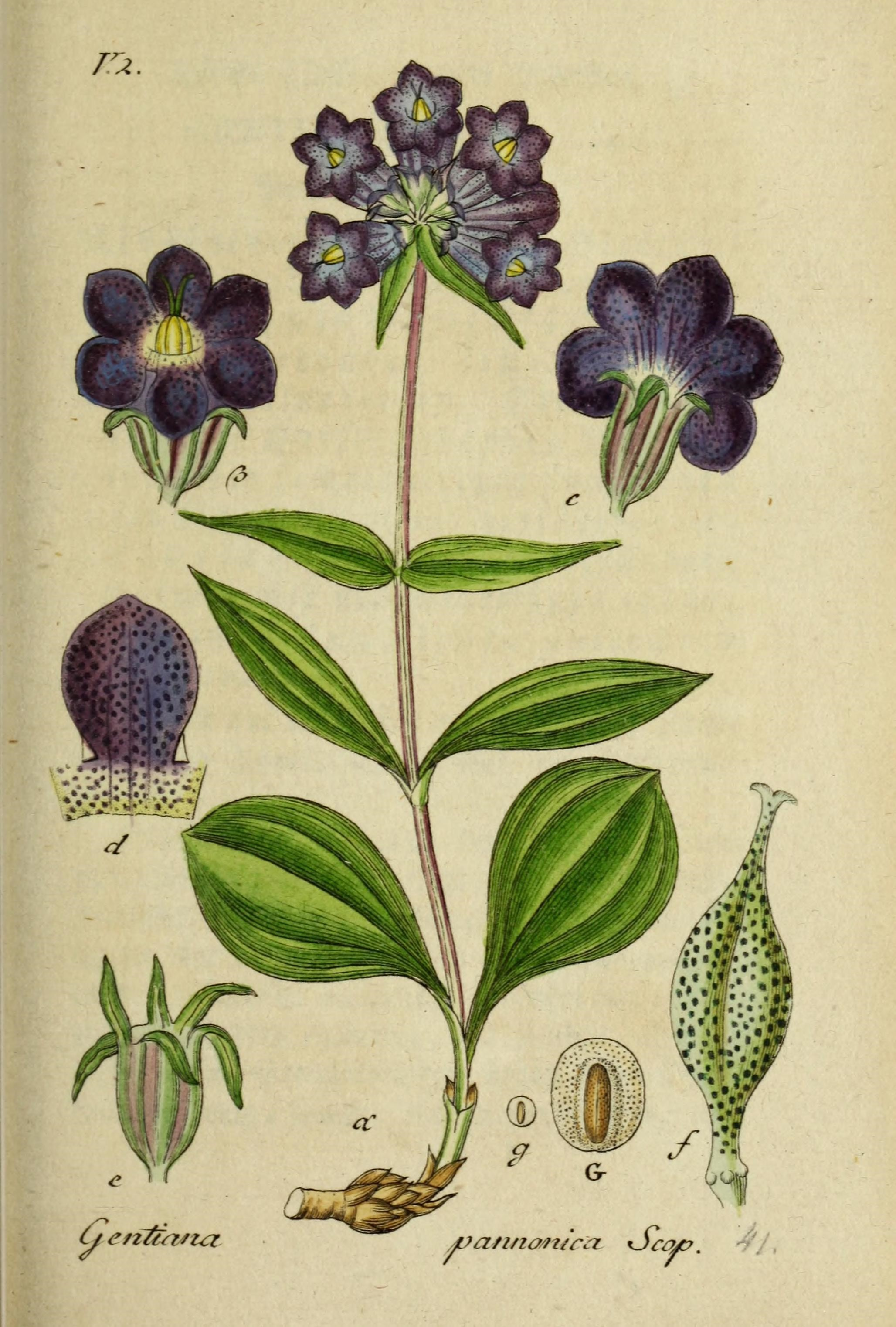
Sturm: Gentiana pannonica

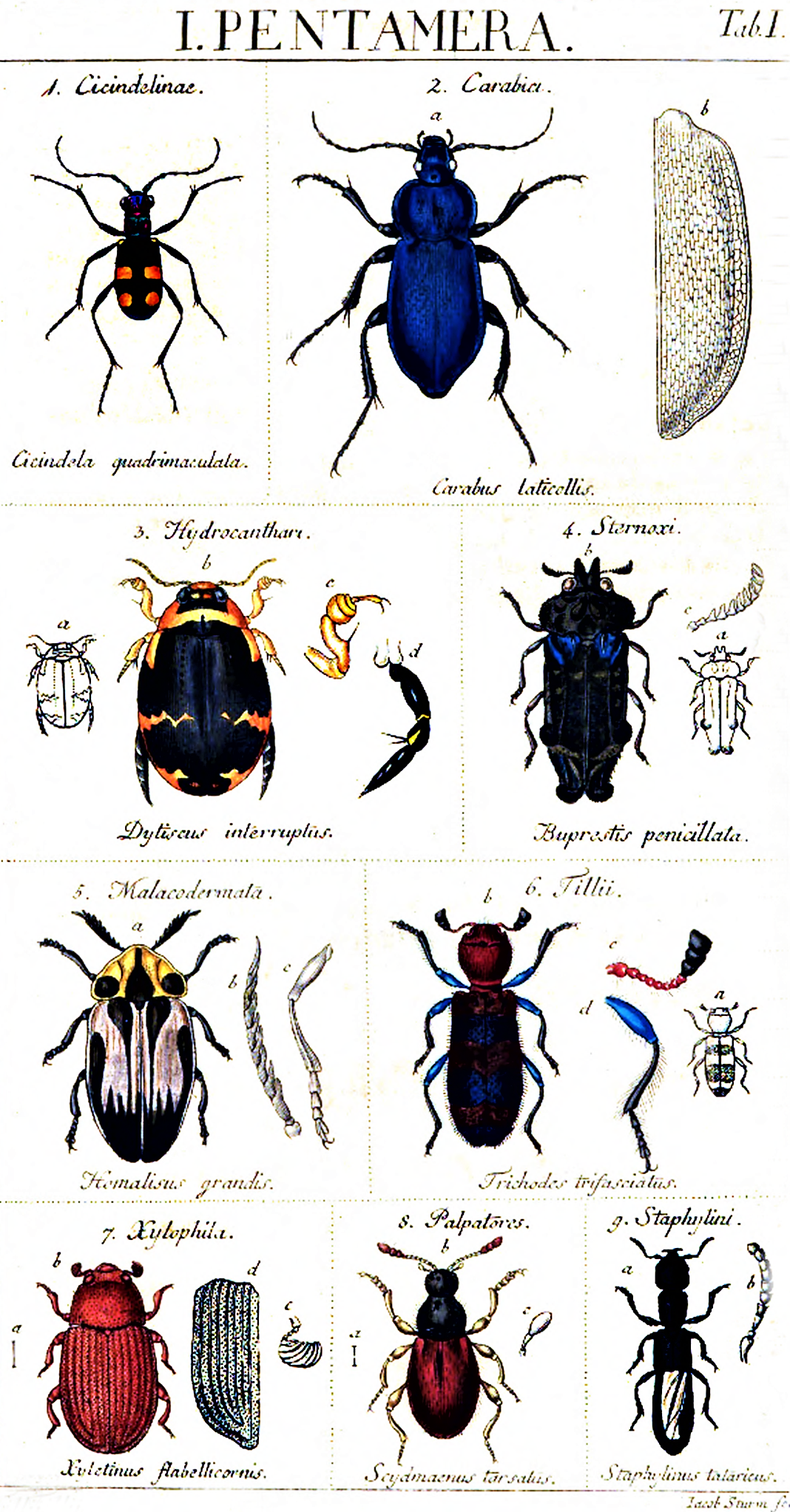
Sturm: Pentamera

În 1796, Sturm a publicat catalogul colecției sale de insecte în Verzeichnis meiner Insekten-Sammlung sub adăugarea de texte proprii precum de numeroase plăci colorate. Ca urmarea activității sale și a extinderii rețelei de contacte cu entomologi și alți oameni de știință, colecția sa a crescut atât de repede, încât a emis o ediție a doua, extinsă numai patru ani mai târziu și în cele din urmă o a treia în 1826 și o a patra în 1843 (acum sub denumirea Catalog meiner Insecten-Sammlung), devenind una dintre cele mai mari și mai valoroase colecții private din Europa, consultată și citată de entomologi din întreaga lume științifică.
Tot în 1796, Sturm a început cu publicarea celei mai importante opere a le lui, cu care și-a stabilit reputația de gravor de mare importanță: Deutschlands Flora in Abbildungen nach der Natur mit Beschreibungen („Flora Germaniei în imagini după natură cu descrieri”), împărțită în 3 secțiuni, în total cu 163 de caiete și 2472 plăci colorate. Prima secțiune a apărut între anii 1798-1855 și conține fanerogamele, cuprinzând volumele 1-96 cu 1576 de plăci colorate. A doua secțiune se ocupă cu criptogame, excluzând ciupercile. A apărut din 1798 până în 1839, cuprinzând volumele 1-31 și 416 de plăci colorate, iar ultima secțiune descrie ciupercile, în volumele 1-36 cu 480 de plăci colorate. Aceasta a treia secțiune a apărut între anii 1813 și 1853. Gravurile publicate după moartea editorului în 1848 (ediția 62-96), provin de la fiii săi (vezi sus), care luaseră deja parte mai devreme, ajutându-l la finalizare, începând cu caietul 44. 
În anul 1801, a fost membru fondator al Naturhistorische Gesellschaft zu Nürnberg („Societatea de Istorie Naturală de la Nürnberg”) în 1801. Deși fascinația sa deosebită a fost dedicată gândacilor (Coleoptera), Sturm a avut interese largi în istoria naturală, astfel s-a ocupat de exemplu și destul de intensiv cu ciupercile în lucrarea sa Conspectus fungorum esculentorum – Übersicht der essbaren Schwämme („Prezentarea generală a bureților comestibili”) din 1821. 
Maestrul a contribuit cu plăci colorate în lucrările multor biologi pe lângă Panzer și Schreber, ca de exemplu la August Karl Joseph Corda (1809-1849), Christian Gottfried Daniel Nees von Esenbeck (1776-1858), David Heinrich Hoppe (1760-1846), Ludwig Reichenbach (1793-1879), Albrecht Wilhelm Roth (1757-1834), Adalbert Schnizlein (1814-1868), contele Kaspar Maria Graf von Sternberg (1761-1838), dar mai ales în cărțile botanistului și medicului Wilhelm Daniel Joseph Koch (1771-1849).

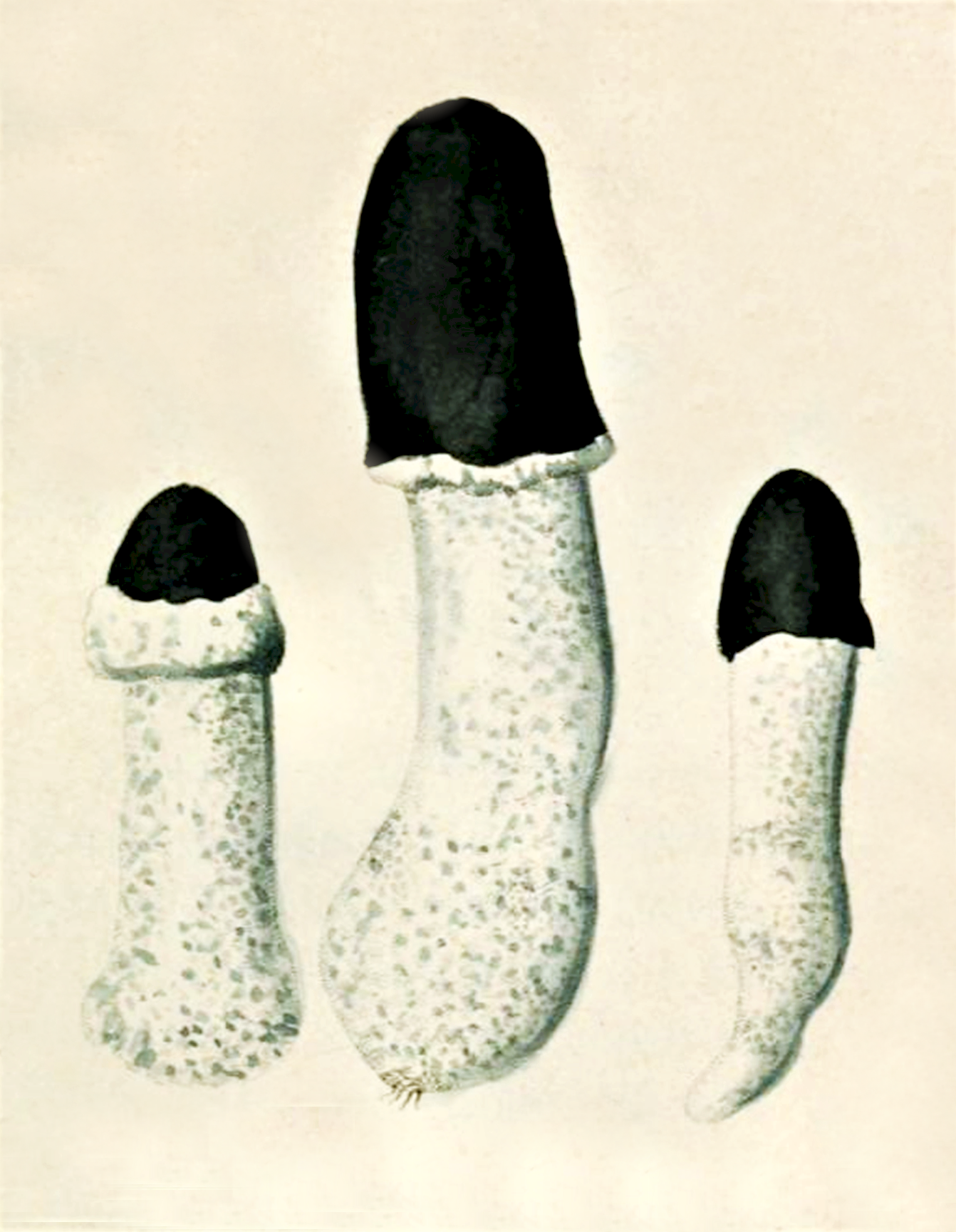
Sturm: Verpa atro-alba

Acest om modest nu a fost foarte sărbătorit în propriul oraș în timpul vieții sale. În alte părți ale lumii însă, a fost recunoscut și onorat pentru munca sa. Mulți dintre colegii săi au denumit insecte și plante în onoarea lui. A fost numit membru al multor societăți științifice prestigioase din Anglia, Germania, Rusia, Suedia și SUA. În 1846, cu ocazia celei de a cinzecii aniversări a activităților sale artistice și științifice, a fost onorat cu titlul Doctor honoris causa prin facultatea de filozofie a Universității din Breslau. În același an a fost numit membru al Academiei Leopoldine precum director al societății de el co-fondate, mai ales pentru reorganizarea ei efectivă. Dar Jacob Sturm a supraviețuit aceste onoruri doar cu doi ani, murind la vârsta de aproape 78 de ani în orașul său natal. (Notele se referă la întreaga biografie.)

## Specii denumite de Jacob Sturm
Jacob Sturm a numit respectiv redenumit multe specii. Ele pot fi vizualizate aici: 

## Specii denumite în onoarea lui Jacob Sturm
Multe specii au fost denumite în onoarea lui Jacob Sturm, de exemplu sub numele Sturmia, în special în familiile Orchidaceae, Poaceae sau Rubiaceae.

## Onoruri (selecție)
- Membru corespondent sau de onoare în mai mult de 20 de societății științifice, între altele: 
  - Königlichen botanischen Gesellschaft, Regensburg
  - Kaiserlichen Gesellschaft der Naturforscher, Moskau
  - Gesellschaft naturforschender Freunde, Berlin
  - Pharmaceutische Gesellschaft, St. Petersburg
  - Physiographische Gesellschaft, Lund
  - Verein für Naturkunde im Herzogthum Nassau, Wiesbaden
  - Academy of Natural Sciences, Philadelphia
  - General Union Philosophical Society of Dickinson College, Carlisle, Pennsylvania
- Membru al Linnean Society of London
- Director al Societății de Istorie Naturală din Nürnberg (1846)
- Doctor honoris causa de la Facultatea de Filozofie a Universității din Breslau (1846)[14]
- Membru al Academiei Leopoldine (1846)[15]

## Opere (selecție)
Toate lucrările au fost scrise în limba germană sau latină:
- Insecten-Cabinet nach der Natur gezeichnet und gestochen heraus, 4 volume mici, fiecare cu 25 de plăci de cupru colorate, 1791
- Faunae Insectorum Germanicae Initia, Nürnberg 1793-1809 (Panzer & Sturm)
- Verzeichnis meiner Insekten-Sammlung, editura autorului, Nürnberg 1796
- Deutschlands Flora in Abbildungen nach der Natur mit Beschreibung, 151 volume mici cu peste 2000 plăci de cupru colorate, Editura Jacob Sturm, Nürnberg din 1796 (împreună cu August Karl Joseph Corda, Ludwig Reichenbach, Johann Christian von Schreber, contele Kaspar Maria von Sternberg și alții)
- Verzeichnis meiner Insekten-Sammlung, editura autorului, Nürnberg 1801
- Conspectus fungorum esculentorum – Übersicht der essbaren Schwämme, Editura J. G. Calve, Praga 1821
- Abhandlungen aus dem Gebiete der gesammten Akologie, zur Begründung eines Systems derselben (1825)
- Catalog meiner Insecten-Sammlung, editura autorului, Nürnberg 1826
- Anatomische Beschreibung eines sehr merkwürdigen Anencephalus, cu 3 plăci de cupru (1830)
- General-Rapport über die asiatische Cholera zu Prag im Jahre 1831 und 1832 nach den in den Choleraspitälern gewonnenen Erfahrungen (1836)
- Topographisches Taschenbuch von Prag zunächst für Naturforscher und Ärzte (1837)
- Naturgetreue Abbildungen und Beschreibungen der essbaren, schädlichen und verdächtigen Schwämme, cu multe ilustrații, Editura J. G. Calve'sche Buchhandlung, Praga 1831–1846
- Catalog meiner Insecten-Sammlung, editura autorului, Nürnberg 1843